# 布兰叙阿洛讷
布兰叙阿洛讷（法語：Brain-sur-Allonnes，法語發音：[bʁɛ̃ syʁ alɔn] ⓘ，意为“阿洛讷上方的布兰”）是法国曼恩-卢瓦尔省的一个市镇，属于索米尔区。

## 地名
与通常在法语地名中表示“在……河畔”之意的“sur”不同，该地名Brain-sur-Allonnes中的“sur”意为“在……上方”，表示名为布兰（Brain）的该地与阿洛讷（Allonnes）的位置关系，并以“阿洛讷上方的布兰”之名区分其他的“布兰”，且事实上在该地附近也并无“阿洛讷河”存在，《世界地名翻译大辞典》与《世界地名译名词典》将其误译作“阿洛讷河畔布兰”。

## 地理
布兰叙阿洛讷（47°18'9"N, 0°3'55"E）面积33.32 平方千米，位于法国卢瓦尔河地区大区曼恩-卢瓦尔省，该省份为法国西部内陆省份，大致对应安茹地区，北起顺时针与马耶讷省、萨尔特省、安德尔-卢瓦尔省、维埃纳省、德塞夫勒省、旺代省、大西洋卢瓦尔省和伊勒-维莱讷省接壤。
与布兰叙阿洛讷接壤的市镇（或旧市镇、城区）包括：卢瓦尔河畔舒泽、圣尼古拉-德布尔格伊、阿洛讷、拉布雷耶莱潘、卢瓦尔河畔瓦雷讷。
布兰叙阿洛讷的时区为UTC+01:00、UTC+02:00（夏令时）。

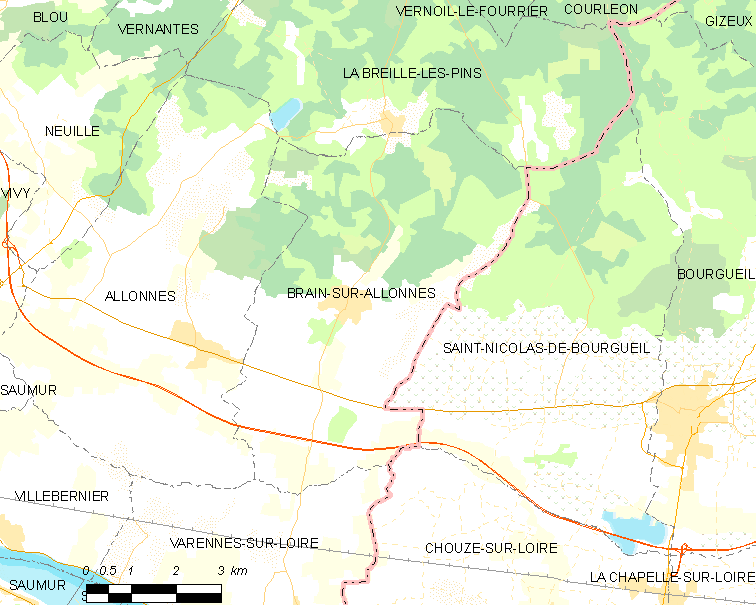
布兰叙阿洛讷的OSM定位图

## 行政
布兰叙阿洛讷的邮政编码为49650，INSEE市镇编码为49041。

## 政治
布兰叙阿洛讷所属的省级选区为隆盖-瑞梅勒县。

## 人口

1962-2008年间布兰叙阿洛讷人口变化图示

布兰叙阿洛讷于2022年1月1日时的人口数量为2078人。